# أمبيرا
أمبيرا هي منطقةٌ سكنيَّة في مقاطعة سيايا في كينيا.

## البنية التحتية
يقع مستشفى أمبيرا الفرعي في قرية أمبيرا، والذي كان بمثابة موقع حكومي للتطعيم ضد كوفيد-19. كما تضم أمبيرا مدرسة ابتدائية وأخرى ثانويَّة.